# 멧돼지족
멧돼지족(Suinae)은 멧돼지과 포유류 분류군의 하나이다. 현존하는 멧돼지과의 여러 구성원과 가장 가까운 친척인 가축돼지와 바비루사와 같은 관련 종을 포함한다. 멧돼지과 내의 여러 멸종된 종은 멧돼지족이 아닌 다른 아과로 분류된다. 고생물학자 얀 반 데르 메이드(Jan van der Made)가 2010년에 제안한 것과 같은 일부 분류는 멧돼지족에서 멧돼지과의 일부 현존 분류군을 제외하고, 제외된 분류군을 다른 아과에 배치하기도 한다.

## 하위 속
- 멧돼지속
- 아기멧돼지